# Fritz Skade
Pour les articles homonymes, voir Skade.
Fritz Skade, né le 17 juin 1898 à Döhlen (de), un village appartenant aujourd'hui à la ville de Freital, en Allemagne, et mort le 4 juin 1971 à Dresde (Allemagne), est un artiste peintre et graphiste allemand.

## Biographie
Il a participé au service militaire en 1916. En 1926, Fritz Skade devient membre du KPD, le parti communiste allemand. En 1937, ses œuvres au nom de Damenbildnis et Frauenbildnis ont été réquisitionnées par les nazis afin d'être exposées et moquées.